# مایک جسی
مایک جسی (انگلیسی: Mike Jesse؛ زادهٔ ۱ مهٔ ۱۹۷۳) بازیکن فوتبال اهل آلمان است.
از باشگاه‌هایی که در آن بازی کرده‌است می‌توان به باشگاه فوتبال انرژی کوتبوس و باشگاه فوتبال دینامو برلینر اشاره کرد.